# (10063) Erinleeryan
(10063) Erinleeryan est un astéroïde de la ceinture principale, et plus spécifiquement du groupe de Hilda.

## Description
(10063) Erinleeryan est un astéroïde du groupe de Hilda. Il présente une orbite caractérisée par un demi-grand axe de 4,01 UA, une excentricité de 0,04 et une inclinaison de 3,0° par rapport à l'écliptique.

## Compléments